# پیشگویی‌های مرد شاپرکی (فیلم)
پیشگویی‌های مرد شاپرکی (به انگلیسی: The Mothman Prophecies) فیلمی محصول سال ۲۰۰۲ و به کارگردانی مارک پلینگتون است. در این فیلم بازیگرانی همچون ریچارد گی‌یر، لورا لینی، ویل پاتون، دبرا مسینگ، لوسیندا جنی، آلن بیتس، دیوید آیگنبرگ، مارک پلینگتون ایفای نقش کرده‌اند.